# Sauvagesia semicylindrifolia
Sauvagesia semicylindrifolia är en tvåhjärtbladig växtart som beskrevs av C. Sastre. Sauvagesia semicylindrifolia ingår i släktet Sauvagesia och familjen Ochnaceae. Inga underarter finns listade i Catalogue of Life.